# Большая Вергунка

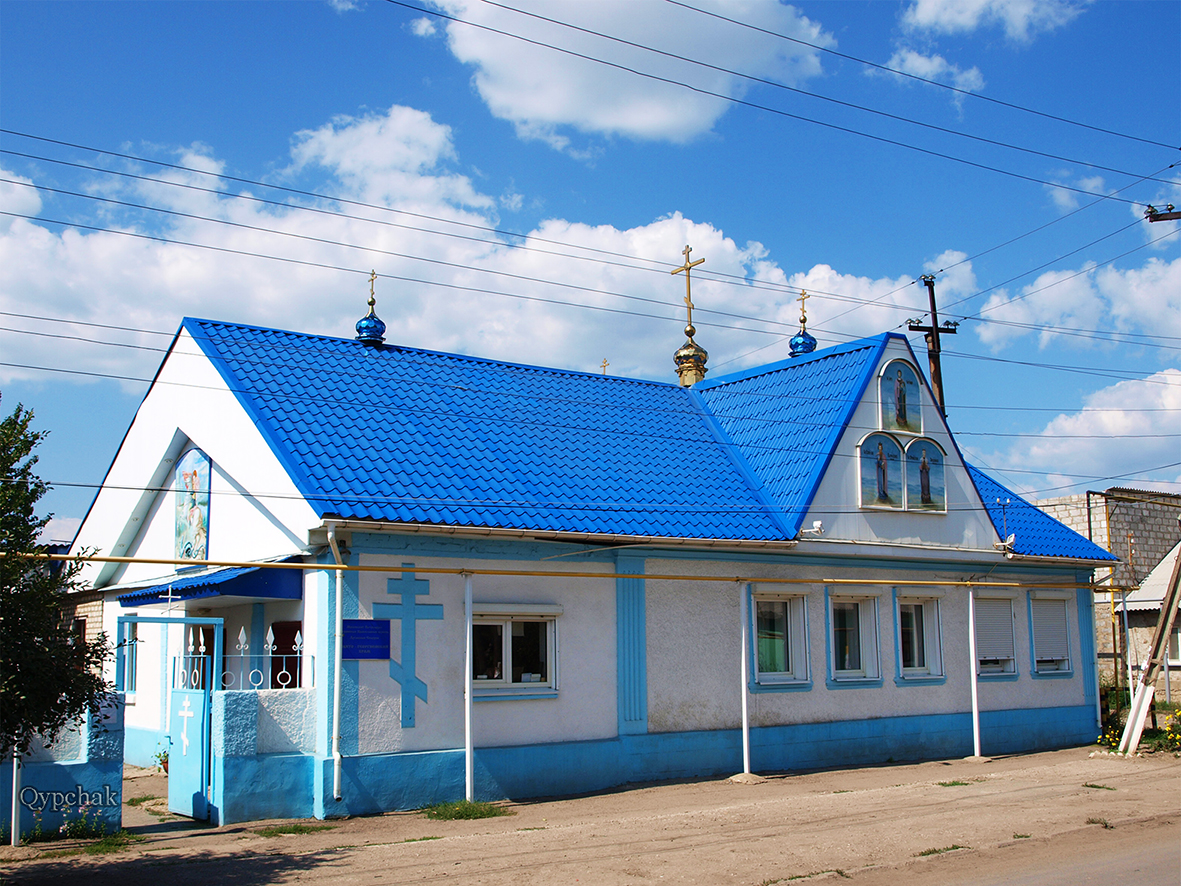
Георгиевская церковь в Большой Вергунке

Большая Вергунка — посёлок с населением около 6 тысяч человек. Является одной из древнейших частей города Луганска. Именно этот участок Луганска долгое время являлся центром целого городского района Жовтневого До 1957 года (когда он был объединен с Ватутинским) в его состав входили поселки Большая и Малая Вергунка, Вергунский разъезд, п. Красный Яр и с. Весёленькое.

## История
13 декабря 1918 года произошёл кровопролитный бой между красногвардейскими отрядами и донскими казаками во время обороны Луганска.
Историческая справка
«….Именуется шанец Вергункой, (2 рота) церковь во оном создана во имя свята-го славного великомученика и победоносца Георгия, сначала и доныне та рота селением обзаваживаетца, старанием подполковника Шевича. ….»
В Большой Вергунке есть
- храм Св. Георгия (Украинская православная церковь Московского патриархата, Луганская епархия)[2],
- средняя общеобразовательная школа № 23(1-3 степени), аптека филиал КП Луганская «Фармация», отделение почтовой связи № 25, медицинское учреждение(в этом здании разместились сразу несколько учреждений: аптека, филиал детской и 5-я взрослая поликлиника). Центральной улицей Большой Вергунки является улица имени Серова, которая является главной транспортной артерией посёлка[3].

Основным транспортом поселка являются маршрутные такси. Однако транспортная проблема для поселка остаётся актуальной, в виду малого количества автомобилей на маршрутах, частого нарушения графика движения водителями маршрутных такси, а также отсутствием социального транспорта. Также в Большой Вергунки имеются две станции пригородного сообщения «Укрзализници» — о.п. 85 км и о.п. Весёленькая.